# Vamek I Dadiani
Vamek I Dadiani fou mtavari de Mingrèlia del 1384 al 1396. Va succeir al seu pare Jordi II Dadiani-Gurieli. Va morir el 1396 i el va succeir el seu fill Mamia II Dadiani.